# Шампиньон Романьези
Шампиньон Романьези (лат. Agaricus romagnesii) — ядовитый вид грибов рода шампиньон. Занесён в Красную книгу Украины.
Хранится в коллекции культур шляпочных грибов Института ботаники имени Н. Г. Холодного НАН Украины.

## Описание
Шляпка (диаметр 2,5-8 см) полу-шаровидная, с возрастом выпукло- или плоско-распростёртая, беловатая, грязно-белая, позже с серовато-коричневым оттенком, к центру темнее, покрыта прижатыми серовато-коричневатыми, коричневыми, желтовато-охристыми чешуйками.
Пластинки свободные, тонкие, густые, беловато-розовые, позже становятся тёмно-коричневыми.
Центральная ножка ровная, цилиндрическая, к основанию сужается, с хорошо развитыми мицелиальными тяжами, беловатая, у основания желтоватая, с верхушечным беловатым кольцом.
Мякоть беловатая, на изломе становится коричнево-охристой.

## Распространение
Произрастает в Европе и Азии. В Украине произрастает в Закарпатской, Киевской, Полтавской, Днепропетровской и Херсонской областях. В Крыму встречается в парках, садах, вдоль дорог, изредка на полянах широколиственных лесов.

## Охрана
Вид является исчезающим, причиной этому послужили вырубка лесов и чрезмерные рекреационные нагрузки на биотопы. Охраняется в БЗ «Аскания-Нова» и в Ялтинском горно-лесном ПЗ.